# Завдання у вічності
Завдання у вічності (англ. Assignment in Eternity) — збірка з 4 науково-фантастичних повістей Роберта Гайнлайна, що вийшла 1953 року в американському видавництві «Fantasy Press». Сюжети дещо переглянуті відносно надрукованих в журналах.
Гайнлайн присвятив книгу Спрегу де Кемпу та його дружині Кетрін Крук де Кемп.
Історії пов'язує тільки загальне питання: що робить нас людьми?
Персонажі та ідеї усіх 4 творів використовуються в подальших творах Гайнлайна.

## Зміст
| Назва              | назва           | журнал                     | журнальна назва | рік  |
| ------------------ | --------------- | -------------------------- | --------------- | ---- |
| Прірва             | Gulf            | Astounding Science Fiction |                 | 1949 |
| Втрачена спадщина  | Lost Legacy     | Super Science Stories      | Lost Legion     | 1941 |
| Іншеколи           | Elsewhen        | Astounding Science Fiction | Elsewhere       | 1941 |
| Джеррі був людиною | Jerry Was a Man | Thrilling Wonder Stories   | Jerry Is a Man  | 1947 |